# اریکا اش
اریکا اش (به انگلیسی: Erica Ash)  (زادهٔ ۱۹ سپتامبر ۱۹۷۷ – درگذشتهٔ ۲۸ ژوئیه ۲۰۲۴) بازیگر ، کمدین ، مدل و خواننده آمریکایی بود.
از فیلم‌های معروف او می‌توان به فیلم اسکری مووی ۵، تمام آرزوهای من، سایه‌های آبی، کریستی، عمو درو ، ما یک روح داریم و جانی بلک یاغی اشاره کرد.